# Canton de Faucogney-et-la-Mer
Le canton de Faucogney-et-la-Mer est un ancien canton français situé dans le département de la Haute-Saône et la région Franche-Comté.

## Géographie
Ce canton est organisé autour de Faucogney-et-la-Mer dans l'arrondissement de Lure. Son altitude varie de 309 m (La Bruyère) à 818 m (La Rosière) pour une altitude moyenne de 455 m.

## Administration

### Conseillers d'arrondissement (de 1833 à 1940)
| Période                                  | Période | Identité                                          | Étiquette                    | Qualité |
| ---------------------------------------- | ------- | ------------------------------------------------- | ---------------------------- | --- |
| 1833                                     | 1842    | Gabriel Eugène Augustin Lanoir (1798-1855)        |                              | Notaire, directeur d'usine, adjoint au maire de Faucogney                                                   |
| 1842                                     | 1848    | M. Dauphin                                        |                              | Propriétaire à Faucogney                                                                                    |
|                                          |         |                                                   |                              | |
|                                          | 1898    | Claude François "Auguste" Tuaillon                |                              | Négociant en vins, adjoint au maire et ancien maire de Faucogney                                            |
| 1898                                     | 1907    | François "Auguste" Eugène Tuaillon                |                              | Négociant en vins, fils du précédent, Elu au conseil général                                                |
| 1907                                     |         | Jean, Baptiste, Marie, Joseph, "Ferdinand" Grisey | Républicain                  | Clerc de Notaire, Greffier de Justice de Paix                                                               |
|                                          |         |                                                   |                              | |
| 1919                                     | 1922    | Noël Caritey                                      | Bloc National                | Négociant en vins à Faucogney                                                                               |
| 1922                                     | 1934    | Georges Menigoz                                   | Rad.                         | Agriculteur à Saint-Bresson                                                                                 |
| 1934                                     | 1940    | Maxime Faivre                                     | Union nationale républicaine | Agriculteur, maire de La Voivre                                                                             |
| 1940                                     |         |                                                   |                              | Les conseils d'arrondissement ont été suspendus par la loi du 12 octobre 1940 et n'ont jamais été réactivés |
| Les données manquantes sont à compléter. |         |                                                   |                              | |

### Conseillers généraux de 1833 à 2015
| Période | Période          | Identité                           | Étiquette                  | Qualité |
| ------- | ---------------- | ---------------------------------- | -------------------------- | --- |
| 1833    | 1842             | François Guillaume Clerget         |                            | Avocat, maire de Faucogney |
| 1842    | 1870             | Eugène Lanoir                      | Droite                     | Notaire, propriétaire, maire de Faucogney                                                                                         |
| 1870    | 1870 (décès)     | Joseph Lanoir                      | Droite                     | Propriétaire, Capitaine de Cavalerie, Commandant du Bataillon des Gardes Mobiles de Haute-Saône Décédé au siège de Belfort (1870) |
| 1870    | 1881 (décès)     | Eugène Lanoir                      | Droite                     | Notaire, Maire de Faucogney |
| 1881    | 1889             | Jules Dorget                       | Républicain                | Industriel, Maire de La Longine                                                                                                   |
| 1889    | 1895             | Hubert Bresson                     | Républicains progressistes | Distillateur à Fougerolles |
| 1895    | 1897 (décès)     | Jules Dorget                       | Républicain                | Industriel, Maire de La Longine                                                                                                   |
| 1897    | 1901             | Gustave Poirey                     | républicain radical        | Notaire, Maire de Faucogney-et-la-Mer                                                                                             |
| 1901    | 1907             | Joseph Menigoz                     | Républicain libéral        | Négociant à Raddon-et-Chapendu |
| 1907    | 1919             | François "Auguste" Eugène Tuaillon | RG                         | Négociant, Adjoint de Faucogney-et-la-Mer                                                                                         |
| 1919    | 1940             | Henri Clément (1888-1952)          | URD                        | Industriel de Forges, Maire de Corravillers                                                                                       |
|         |                  |                                    |                            | |
| 1945    | 1955             | Maxime Faivre                      | Modéré                     | Agriculteur, Maire de La Voivre, ancien conseiller d'arrondissement                                                               |
| 1955    | 1961             | Georges Gerôme                     | Rad.                       | Directeur d'Ecole, Maire de Faucogney-et-la-Mer                                                                                   |
| 1961    | 1976 (décès)     | Henri Fleurot                      | UDR                        | Industriel de scierie |
| 1976    | 1983 (démission) | Jean-Jacques Beucler               | CDP puis UDF-CDS           | Industriel Député (1968-1981) Maire de Corbenay (1966-1983) Secrétaire d'Etat (1977-1978)                                         |
| 1983    | 2004             | Philippe Legras                    | RPR                        | Médecin, Maire de Raddon-et-Chapendu (1983-1998) Député (1986-1997)                                                               |
| 2004    | 2015             | Laurent Seguin                     | DVG                        | Agent ONF, Maire de Faucogney-et-la-Mer Elu en 2015 dans le Canton de Mélisey                                                     |

## Composition
| Fresne Scey Dampierre Champlitte Champagney Faucogney Lux St-Sauveur Mélisey Rioz Marnay Gy Autrey Gray Montbozon Saulx Port-s-Saône Combeauf. Vitrey Jussey Vauvillers St-Loup Amance Lure-Nord Lure-Sud Villersexel V.E. V.O. Noroy H.O. H.E. Pesmes |

Le canton de Faucogney-et-la-Mer groupe 16 communes et compte 3 930 habitants (recensement de 1999 sans doubles comptes).
| Nom                             | Code Insee | Intercommunalité      | Population (dernière pop. légale) |
| ------------------------------- | ---------- | --------------------- | --------------------------------- |
| Faucogney-et-la-Mer (chef-lieu) | 70227      | CC des mille étangs   | 561 (2014)                        |
| Amage                           | 70011      | CC des mille étangs   | 349 (2014)                        |
| Amont-et-Effreney               | 70016      | CC des mille étangs   | 167 (2014)                        |
| Beulotte-Saint-Laurent          | 70071      | CC des mille étangs   | 69 (2014)                         |
| La Bruyère                      | 70103      | CC des mille étangs   | 208 (2014)                        |
| Corravillers                    | 70176      | CC des mille étangs   | 193 (2014)                        |
| Esmoulières                     | 70217      | CC des mille étangs   | 99 (2014)                         |
| Les Fessey                      | 70233      | CC des mille étangs   | 145 (2014)                        |
| La Longine                      | 70308      | CC des mille étangs   | 234 (2014)                        |
| La Montagne                     | 70352      | CC des mille étangs   | 39 (2014)                         |
| La Proiselière-et-Langle        | 70425      | CC des mille étangs   | 148 (2014)                        |
| Raddon-et-Chapendu              | 70435      | CC du Pays de Luxeuil | 925 (2014)                        |
| La Rosière                      | 70453      | CC des mille étangs   | 80 (2014)                         |
| Saint-Bresson                   | 70460      | CC du Pays de Luxeuil | 462 (2014)                        |
| Sainte-Marie-en-Chanois         | 70469      | CC du Pays de Luxeuil | 217 (2014)                        |
| La Voivre                       | 70573      | CC des mille étangs   | 142 (2014)                        |

## Démographie
| 1962  | 1968  | 1975  | 1982  | 1990  | 1999  | 2006  | 2011  | 2012  |
| ----- | ----- | ----- | ----- | ----- | ----- | ----- | ----- | ----- |
| 6 209 | 5 643 | 5 043 | 4 660 | 4 104 | 3 930 | 4 060 | 4 107 | 4 108 |